# Shāmkān-e ‘Olyā
Shāmkān-e ‘Olyā (persiska: شاه مَكانِ عُليا, شاه مَكانِ بالا, شاه مَكان, شامكان عليا, Shāh Makān-e ‘Olyā) är en ort i Iran.   Den ligger i provinsen Lorestan, i den centrala delen av landet, 300 km sydväst om huvudstaden Teheran. Shāmkān-e ‘Olyā ligger 1 795 meter över havet och antalet invånare är 300.
Terrängen runt Shāmkān-e ‘Olyā är bergig österut, men västerut är den kuperad. Shāmkān-e ‘Olyā ligger nere i en dal.Runt Shāmkān-e ‘Olyā är det ganska glesbefolkat, med 29 invånare per kvadratkilometer. Närmaste större samhälle är Pīr Emām, 8,3 km sydväst om Shāmkān-e ‘Olyā. Trakten runt Shāmkān-e ‘Olyā består i huvudsak av gräsmarker.